# اليساندرو تويا
اليساندرو تويا (بالإيطالية: Alessandro Tuia)‏ (8 يونيو 1990 في إيطاليا - ) هو لاعب كرة قدم إيطالي في مركز الدفاع. شارك مع منتخب إيطاليا تحت 16 سنة لكرة القدم ومنتخب إيطاليا تحت 17 سنة لكرة القدم. أما مع النوادي، فقد لعب مع نادي ساليرنيتانا ونادي لاتسيو ونادي مونزا وASD Città di Foligno 1928 ‏.

## روابط خارجية
- اليساندرو تويا على موقع قاعدة بيانات كرة القدم.إي يو (الإنجليزية)
- اليساندرو تويا على موقع Soccerway.com (الإنجليزية)